# Australian Flying Corps
Australian Flying Corps (AFC) byla letecká složka Australské armády v době první světové války a předchůdce dnešního Royal Australian Air Force (RAAF). Tento sbor byl formálně založen již v roce 1912, ale reálně začal vyvíjet aktivitu až v roce 1914. Za války byl součástí 1. australských imperiálních sil. V průběhu války AFC prošlo celkem 460 důstojníků a 2 234 příslušníků mužstva. O život přišlo 178 příslušníků AFC.
Sbor zanikl 1. ledna 1920, kdy byl dočasně vystřídán Australian Air Corps, který byl od dubna 1921 nahrazen současným RAAF.